# الدوران الرادف للسحايا الدقيقة
الدوران الرادف للسحايا الدقيقة (يُعرف أيضًا بمفاغرة السحايا الدقيقة أو الفروع الرادفة الحنونية) هو شبكة من الأوعية الدموية الصغيرة في الدماغ التي تربط فروع الشرايين الدماغية الوسطى والأمامية والخلفية («إم سي إيه»، و«إيه سي إيه» و«بّي سي إيه»)، تتباين هذه الشبكة في تشريحها الدقيق بين الأفراد. خلال السكتة الدماغية، تسمح الأوعية الرادفة للسحايا الدقيقة بتدفق كمية محدودة من الدم في حال عدم كفاية الإمداد الدموي الذي توفره الأوعية الدموية الأخرى الأكبر إلى جزء معين من الدماغ.

## الوظيفة
تسمح الأوعية الرادفة للسحايا الدقيقة بتدفق دموي دماغي محدود ما يوفر تروية دموية للنسيج الدماغي عند عدم كفاية الإمداد الدموي الواصل إلى الدماغ من الشرايين، عبر سلسلة من الاتصالات التفاغرية بين الشرايين الدماغية.

## الأهمية السريرية

### السكتة الدماغية
أثناء السكتة الدماغية الإقفارية، يتراجع التدفق الدموي عبر شريان دماغي ما. يؤدي هذا في كثير من الحالات إلى إصابة كبيرة في منطقة الدماغ التي يغذيها الشريان، إلا أنه ليس بالضرورة تأثر المنطقة بأكملها. أظهرت الدراسات التالية للموت على سكتات الشريان الدماغي الأوسط أن منطقة الدماغ المصابة غالبًا ما تكون أصغر من المنطقة الكلية التي يغذيها الشريان الدماغي الأوسط. سمحت الأوعية الرادفة للسحايا الدقيقة من الشريانين الدماغيين الأمامي والخلفي بحدوث تروية دماغية لجزء من النسيج الدماغي من أجل التعويض الجزئي عن فقد الوعاء الدموي الرئيسي. مع ذلك، عادةً ما يُعد هذا التأثير التعويضي غير كاف من أجل الحفاظ على الإمداد الدموي الطبيعي.
أظهرت العلاجات المتعلقة بتحسين الدوران الرادف للسحايا الدقيقة آثارًا في تحسين المخرجات التالية للسكتة الدماغية الإقفارية الحادة.
تُستخدم تقنيتا تصوير الدماغ «إم آر آي» و«سي تي» في تحديد شدة السكتة الدماغية والمساعدة في توجيه العلاج. يُعتبر فرط الكثافة الوعائية (إف في إتش) استعادة السائل الموهن بالانقلاب (إف إل إيه آي آر) علامة شعاعية مشاهدة في تصوير الدماغ بعد السكتة الدماغية الإقفارية الحادة. يمكن استخدام «إف في إتش» كدليل على وجود تدفق دموي رادف للسحايا الدقيقة، وكوسيلة مساعدة في الكشف عن مناطق الأنسجة الدماغية القابلة للإنقاذ.

### مرض آلزهايمر
يؤدي مرض آلزهايمر إلى تسريع التغيرات المتعلقة بالعمر الممكن ملاحظتها في أوعية السحايا الدقيقة بمرور الوقت، وفقًا لنماذج الفئران المدروسة في عام 2018.

### النزف داخل القحف
قارنت دراسة في عام 2016 بين المرضى المنتظرين دعامة الشريان السباتي من أجل معالجة لوحات التصلب العصيدي وحيدة الجانب. امتلك المرضى ممن يظهرون الدليل الرادف للسحايا الدقيقة على تصوير أوعية القحف نسبة حدوث أعلى للنزف داخل القحف (آي سي إتش) بعد وضع الدعامة. جادل الباحثون بوجوب اعتبار هذه الدلائل الرادفة عامل خطر للنزف داخل القحف لدى المرضى ذوي دعامة الشريان السباتي.

## حيوانات أخرى
جرت العديد من الدراسات الدموية الديناميكية للدوران الرادف للسحايا الدقيقة في الرئيسيات. لوحظ دوران السحايا الدقيقة لدى الفئران والجرذان خلال تجارب تقييم التغيرات المرتبطة بالمرض والشيخوخة في هذه الأوعية.